# Thế vận hội Mùa đông 2006
Thế vận hội Mùa đông 2006, hay Thế vận hội Mùa đông XX, là Thế vận hội Mùa đông thứ 20, được tổ chức tại Torino (Ý) từ ngày 10 tháng 2 đến 26 tháng 2 năm 2006. Có 80 quốc gia và vùng lãnh thổ tham gia trong Thế vận hội này với khoảng 2.600 vận động viên và 2.500 quan chức. Ngoài ra còn có khoảng 650 trọng tài. Tổng cộng có 84 bộ huy chương được trao.

## Chương trình
| • | Khai mạc | • | Vòng loại | • | Chung kết | • | Bế mạc |

| Tháng 2 năm 2006                                 | Tháng 2 năm 2006 | Tháng 2 năm 2006 | Tháng 2 năm 2006 | Tháng 2 năm 2006 | Tháng 2 năm 2006 | Tháng 2 năm 2006 | Tháng 2 năm 2006 | Tháng 2 năm 2006 | Tháng 2 năm 2006 | Tháng 2 năm 2006 | Tháng 2 năm 2006 | Tháng 2 năm 2006 | Tháng 2 năm 2006 | Tháng 2 năm 2006 | Tháng 2 năm 2006 | Tháng 2 năm 2006 | Tháng 2 năm 2006 |
| Ngày                                             | 10               | 11               | 12               | 13               | 14               | 15               | 16               | 17               | 18               | 19               | 20               | 21               | 22               | 23               | 24               | 25               | 26               |
| ------------------------------------------------ | ---------------- | ---------------- | ---------------- | ---------------- | ---------------- | ---------------- | ---------------- | ---------------- | ---------------- | ---------------- | ---------------- | ---------------- | ---------------- | ---------------- | ---------------- | ---------------- | ---------------- |
| Khai mạc/Bế mạc                                  | •                |                  |                  |                  |                  |                  |                  |                  |                  |                  |                  |                  |                  |                  |                  |                  | •                |
| Biathlon                                         |                  | •                |                  | •                | •                |                  | •                |                  | •                |                  |                  | •                |                  | •                |                  | •                |                  |
| Xe trượt băng (bobsleigh)                        |                  |                  |                  |                  |                  |                  |                  |                  | •                | •                | •                | •                |                  |                  | •                | •                |                  |
| Bi đá trên băng (curling)                        |                  |                  |                  | •                | •                | •                | •                | •                | •                | •                | •                | •                | •                | •                | •                |                  |                  |
| Khúc côn cầu (hockey)                            |                  | •                | •                | •                | •                | •                | •                | •                | •                | •                | •                | •                | •                |                  | •                | •                | •                |
| Trượt băng nghệ thuật (figure skating)           |                  | •                |                  | •                | •                |                  | •                | •                |                  | •                | •                | •                |                  | •                | •                |                  |                  |
| Trượt tuyết việt dã (cross-country skiing)       |                  | •                | •                |                  | •                |                  | •                | •                | •                | •                |                  |                  | •                |                  | •                |                  | •                |
| Trượt tuyết Nordic                               |                  | •                |                  |                  |                  | •                | •                |                  |                  |                  |                  | •                |                  |                  |                  |                  |                  |
| Luge                                             |                  | •                | •                | •                | •                | •                |                  |                  |                  |                  |                  |                  |                  |                  |                  |                  |                  |
| Trượt băng (speed skating)                       |                  | •                | •                | •                | •                | •                | •                |                  | •                | •                |                  | •                | •                |                  | •                | •                |                  |
| Trượt băng vòng ngắn (short track speed skating) |                  |                  | •                |                  |                  | •                |                  |                  | •                |                  |                  |                  | •                |                  |                  | •                |                  |
| Trượt tuyết Alpine                               |                  |                  | •                |                  | •                | •                |                  | •                | •                | •                | •                |                  | •                |                  | •                | •                |                  |
| Trượt tuyết tự do (freestyle skiing)             |                  | •                |                  |                  |                  | •                |                  |                  |                  | •                | •                |                  | •                | •                |                  |                  |                  |
| Nhảy ski                                         |                  | •                | •                |                  |                  |                  |                  | •                | •                |                  | •                |                  |                  |                  |                  |                  |                  |
| Skeleton                                         |                  |                  |                  |                  |                  |                  | •                | •                |                  |                  |                  |                  |                  |                  |                  |                  |                  |
| Snowboarding                                     |                  |                  | •                | •                |                  |                  | •                | •                |                  |                  |                  |                  | •                | •                |                  |                  |                  |
| Ngày                                             | 10               | 11               | 12               | 13               | 14               | 15               | 16               | 17               | 18               | 19               | 20               | 21               | 22               | 23               | 24               | 25               | 26               |

## Các quốc gia tham dự

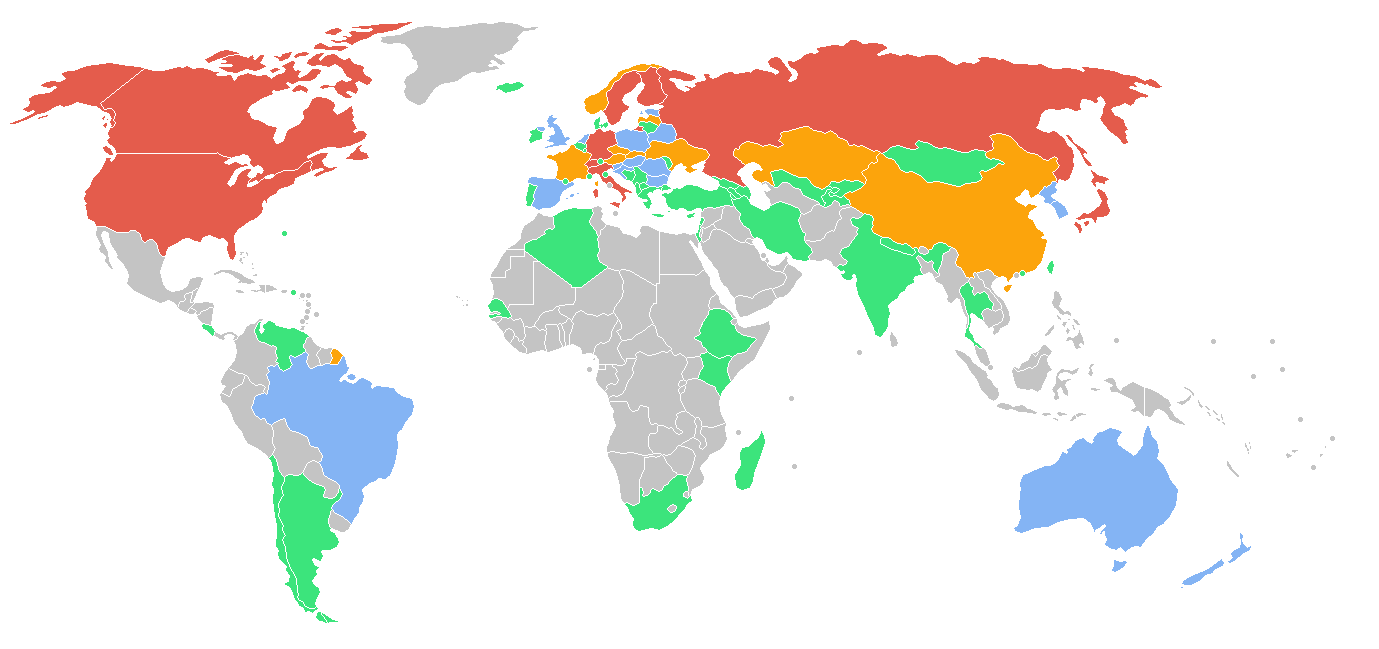
Các thành viên NOC tham gia. Màu xanh lá cây: 1–9; màu xanh: 10–49; màu cam: 50–99; màu đỏ: 100 hoặc nhiều hơn.

Một kỷ lục 80 ủy ban Olympic quốc gia (NOC) tuyên bố tham dự vận động viên tại Thế vận hội Mùa đông 2006. Đây là tăng thêm của hai từ 78 đại diện tại Thế vận hội Mùa đông 2002. Số trong dấu ngoặc đơn chỉ ra số lượng người tham gia NOC đã đóng góp. Đó là sự xuất hiện đầu tiên cho Albania, Ethiopia và Madagascar. Đó là sự xuất hiện duy nhất tại Thế vận hội Mùa đông cho Serbia và Montenegro, đến giữa đổi tên của họ vào năm 2003 và Montenegro bỏ phiếu cho độc lập trong tháng 5.
| Ủy ban Olympic quốc gia tham dự |
| --- |
| - Albania (1) - Algérie (2) - Andorra (3) - Argentina (9) - Armenia (5) - Úc (40) - Áo (85) - Azerbaijan (2) - Belarus (28) - Bỉ (4) - Bermuda (1) - Bosna và Hercegovina (6) - Brasil (10) - Bulgaria (21) - Canada (196) - Chile (9) - Trung Quốc (76) - Costa Rica (1) - Croatia (24) - Síp (1) - Cộng hòa Séc (85) - Đan Mạch (5) - Estonia (26) - Ethiopia (1) - Phần Lan (102) - Pháp (89) - Macedonia (3) - Gruzia (3) - Đức (164) - Anh Quốc (40) - Hy Lạp (5) - Hồng Kông (1) - Hungary (20) - Iceland (5) - Ấn Độ (4) - Iran (2) - Ireland (4) - Israel (5) - Ý (184) (chủ nhà) - Nhật Bản (112) - Kazakhstan (56) - Kenya (1) - CHDCND Triều Tiên (6) - Hàn Quốc (40) - Kyrgyzstan (1) - Latvia (58) - Liban (3) - Liechtenstein (6) - Litva (7) - Luxembourg (1) - Madagascar (1) - Moldova (7) - Monaco (4) - Mông Cổ (2) - Nepal (1) - Hà Lan (35) - New Zealand (18) - Na Uy (81) - Ba Lan (48) - Bồ Đào Nha (1) - România (25) - Nga (178) - San Marino (1) - Sénégal (1) - Serbia và Montenegro (6) - Slovakia (62) - Slovenia (42) - Nam Phi (3) - Tây Ban Nha (16) - Thụy Điển (112) - Thụy Sĩ (143) - Đài Bắc Trung Hoa (1) - Tajikistan (1) - Thái Lan (1) - Thổ Nhĩ Kỳ (6) - Ukraina (53) - Hoa Kỳ (211) - Quần đảo Virgin thuộc Mỹ (1) - Uzbekistan (4) - Venezuela (1) |

## Bảng tổng sắp huy chương
Sau đây là thống kê các huy chương đã đoạt được, cập nhật theo  Lưu trữ ngày 15 tháng 2 năm 2006 tại Wayback Machine. Nước chủ nhà (Ý) được tô màu xanh đậm.
| 1  | Đức (GER)       | 11 | 12 | 6 | 29 |
| 2  | Hoa Kỳ (USA)    | 9  | 9  | 7 | 25 |
| 3  | Áo (AUT)        | 9  | 7  | 7 | 23 |
| 4  | Nga (RUS)       | 8  | 6  | 8 | 22 |
| 5  | Canada (CAN)    | 7  | 10 | 7 | 24 |
| 6  | Thụy Điển (SWE) | 7  | 2  | 5 | 14 |
| 7  | Hàn Quốc (KOR)  | 6  | 3  | 2 | 11 |
| 8  | Thụy Sĩ (SUI)   | 5  | 4  | 5 | 14 |
| 9  | Ý (ITA)         | 5  | 0  | 6 | 11 |
| 10 | Pháp (FRA)      | 3  | 2  | 4 | 9  |
| 10 | Hà Lan (NED)    | 3  | 2  | 4 | 9  |